# Straume
Ne doit pas être confondu avec Straume (Hordaland).
Straume est une localité de l'île de Langøya (archipel des Vesterålen) dans le comté de Nordland, en Norvège.

## Description
Administrativement, Straume fait partie de la kommune de Bø.
La réserve naturelle de Straume se trouve juste au sud de Straume.